# Cronos
Pour les articles homonymes, voir Cronos (homonymie) et Kronos.
Ne doit pas être confondu avec Chronos.
Dans la mythologie grecque, Cronos ou Kronos (en grec ancien Κρόνος / Krónos), fils d'Ouranos (le Ciel nocturne étoilé) et Gaïa (la Terre), est le roi des Titans, l'époux de sa sœur Rhéa et le père des Cronides Hestia, Déméter, Héra, Hadès, Poséidon et Zeus. Son attribut principal est la faux, avec laquelle il a tranché le sexe de son père, Ouranos. Les Titans formaient la progéniture la plus intelligente de Gaïa et d'Ouranos, le premier couple divin de la mythologie.
Selon une tradition qui remonte à Hésiode, au VIIIe siècle av. J.-C., les premiers hommes apparurent au temps de Cronos, pendant lequel ils connurent l'âge d'or, vivant sans aucun souci, sans même avoir besoin de travailler. Il a été assimilé à Saturne dans la mythologie romaine.
Les Modernes, ainsi que Flavius Sallustius dans son ouvrage Des dieux et du monde, le confondent avec son paronyme Chronos (Χρόνος / Khrónos), divinité primordiale du temps dans les traditions orphiques, confusion expliquée par cette métaphore que l'on trouve sous la plume de Saloustios : « C'est ainsi que déjà certains ont reconnu Cronos dans le « temps » (chronos), et appelant « enfants du Tout » les parties du temps, ils disent que les enfants sont engloutis par leur père » (comme le fit Cronos avec tous ses enfants divins, hormis Zeus).

## Étymologie
Plusieurs étymologies ont été suggérées, notamment « l'Avaleur », mais sans rencontrer de consensus. Georges Dumézil considère que Κρόνος / Krónos dérive de la même racine indo-européenne que chran en russe (« baleine » ou « Léviathan ») et, en effet, dans la mythologie grecque, Cronos dévore ses enfants (tous à l'exception de Zeus), « comme la baleine est connue pour avaler sa proie dans sa bouche énorme ».
Jean Haudry voit en Κρ-όνος le dérivé en -ono à valeur de nom d'action de la racine ker- « couper », Cronos serait ainsi le « coupeur » entre le ciel nocturne (Ouranos) et le ciel diurne (Zeus). Michael Janda reprend cette étymologie en proposant une racine *(s)ker- « couper » (κείρω (keirō) « cisaillement »), motivé par l'acte caractéristique de Cronos « couper le ciel » (ou de façon anthropomorphique les organes génitaux d'Ouranos). Le réflexe indo-iranien de la racine est kar, signifiant généralement « faire, créer » (d'où le karma), mais Janda soutient que le sens original « couper » dans un sens cosmogonique est toujours conservé dans certains versets du Rigveda se rapportant à la « coupe » héroïque d'Indra, comme celle de Cronos aboutissant à la création. Cela pourrait indiquer un mythème indo-européen plus ancien reconstruit comme *(s)kert wersmn diwos « au moyen d'une coupe il a créé l'élévation du ciel ».
Dans l'Antiquité tardive, on rapprocha parfois son nom de son paronyme Chronos (grec Χρόνος / Khrónos), mais cette étymologie populaire ne repose sur aucune base linguistique.

## Mythe
La mythologie de Cronos est probablement empruntée au mythe anatolien de Kumarbi,.

### Succession d'Ouranos

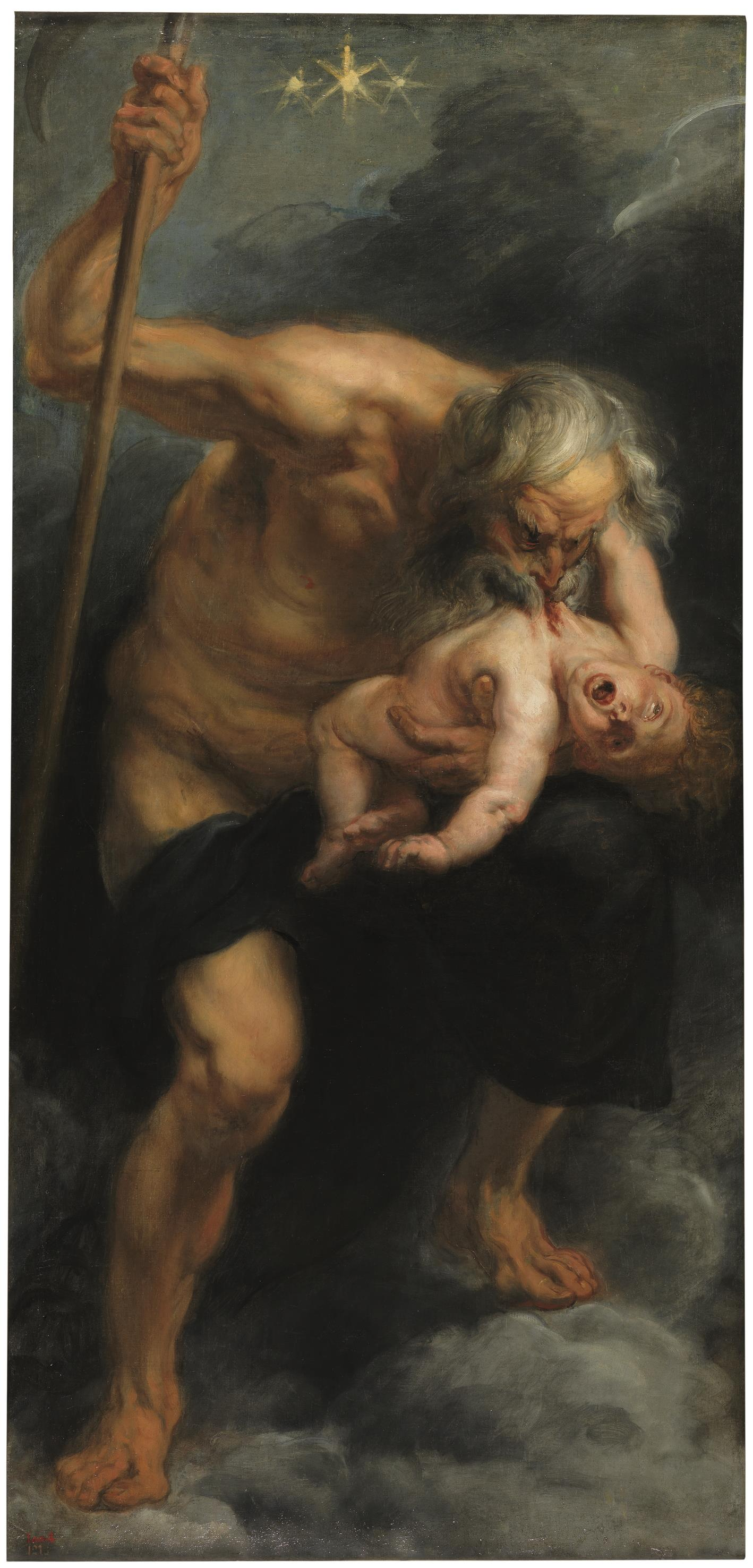
Toile du peintre Rubens représentant Cronos dévorant un de ses enfants.

Fils d'Ouranos, puissance du ciel-nocturne étoilé, et de Gaïa (la Terre), Cronos appartient à la première génération des dieux ; il est le plus jeune des Titans, les douze enfants divins possédant une apparence normale. Tous les enfants d'Ouranos restaient emprisonnés par lui dans les entrailles de la Terre maternelle. Pour sa délivrance et la leur, Gaïa donna à Cronos, son plus jeune fils, une faucille en silex : la nuit venue, quand le Ciel descendit couvrir la Terre, Cronos s'en prit donc à son père qu'il émascula, prenant du même coup le pouvoir. Entamé dans le sang, le règne de Cronos se révéla bientôt aussi tyrannique que celui de son père.
Homère et Hésiode le nomment « le dieu aux pensées fourbes » ou « à l'esprit retors » (ἀγκυλομήτης / ankulomếtês, littéralement « recourbé »), terme qui s'applique peut-être originellement à sa faux. Hésiode ajoute qu'il hait son père, lequel voue les mêmes sentiments à ses enfants, sans que l'on sache si cela s'applique seulement à ses enfants difformes — les Cyclopes et les Hécatonchires — ou à l'ensemble de sa progéniture. Dès leur naissance, Ouranos les emprisonne dans le sein de leur mère. Furieuse, Gaïa fabrique une faucille en acier et demande à ses enfants de l'aider à se venger, mais seul Cronos et ses frères Crios, Japet, Hypérion et Céos répondirent à l'appel. Placés en embuscade, ils attaquèrent Ouranos alors que celui-ci vient se coucher avec Gaïa, et de sa faux, Cronos, pendant que ses frères tenaient leur père, lui tranche les testicules, qu'il jette à la mer. Ouranos leur donne alors le nom de « Titans » parce que, précise Hésiode, ils ont tendu le bras trop haut et parce que l'avenir saura en tirer vengeance. Gaïa et Ouranos avertissent Cronos qu'il sera détrôné à son tour par son propre fils.
Hésiode n'indique pas que Cronos assume le pouvoir à la mort de son père, même s'il mentionne par ailleurs qu'il règne parmi les Immortels. En revanche, des sources plus tardives indiquent qu'une fois libérés, les Titans accordent le trône à leur frère, dont la première mesure est de jeter dans les profondeurs du Tartare ses frères difformes, les Cyclopes et les Hécatonchires.

### Succession de Cronos

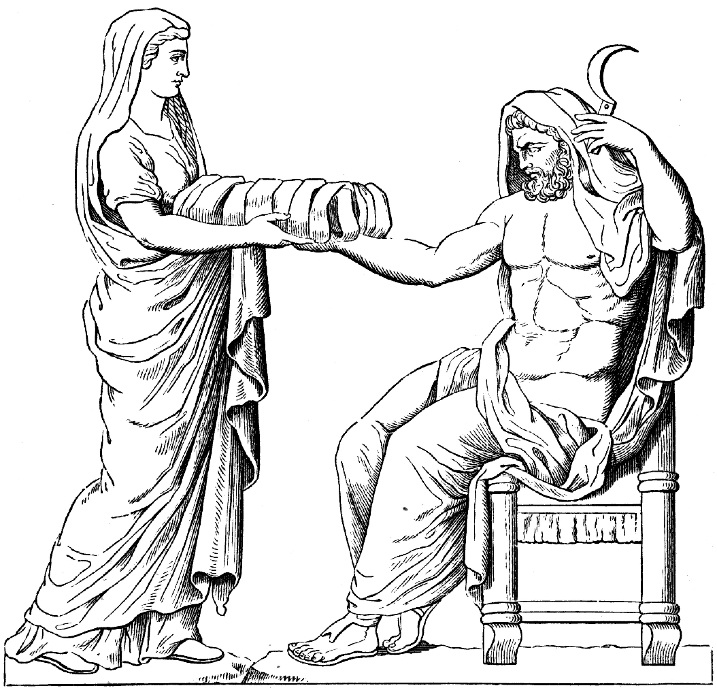
Rhéa présentant une pierre emmaillotée à Cronos.
Dessin du bas-relief d'un autel romain.

Cronos épouse sa sœur Rhéa. N'oubliant pas la prophétie de ses parents, non seulement il enferma sous terre les Géants et les Cyclopes, mais il engloutit aussi ses propres enfants : Hestia, Déméter et Héra, puis Hadès et Poséidon au fur et à mesure que son épouse Rhéa les mettait au monde, ayant été averti par la prophétie de Gaïa qu'un jour, l'un d'entre eux le détrônerait. Lorsque arrive le sixième, Rhéa, sur le conseil de sa mère Gaïa, cache l'enfant en Crète et le remplace par une pierre emmaillotée, l'omphalos, que Cronos engloutit directement.
Ce sixième enfant est Zeus. Il grandit loin de ses parents dans une grotte en Crète, nourri par une chèvre Amalthée et élevé par des Méliades. Le temps venu, Zeus accomplit la prophétie en renversant son père : avec l'aide de ses frères, des Cyclopes et des Géants. Avec Gaïa, il s'arrange pour les faire recracher à son père — Hésiode ne précise pas comment, mais des sources tardives précisent que c'est Métis, déesse de la ruse, qui offre à Cronos un émétique. Celui-ci vomit alors tout ce qu'il avait ingurgité jusque-là, y compris la pierre qui l'a abusé, que Zeus place ensuite à Delphes. Une variante orphique veut que, sur suggestion de Nyx, Cronos ait été drogué avec du miel, attaché puis castré à son tour. Alors Cronos recracha ses enfants. En tout état de cause, il finit jeté dans le Tartare, où les cent bras des Hécatonchires le retiennent à jamais tandis que Zeus, Déméter, Hestia, Héra, Poséidon et Hadès gagnent les cimes du mont Olympe. Dans une autre version du mythe, Cronos fut exilé avec ses fidèles Titans dans l'île des Bienheureux, vers l'Occident.
Zeus libère les Hécatonchires et les Cyclopes du Tartare et, en récompense, reçoit de ces derniers le trait de foudre, qui lui sert à vaincre les Titans. Dans une version plus ancienne du texte d'Hésiode, les Hécatonchires repoussent les Titans jusqu'aux tréfonds de la Terre, où ils les enchaînent. Cronos partage le sort des vaincus au Tartare. Dans une autre œuvre d'Hésiode, Les Travaux et les Jours, on apprend que Zeus accorde aux héros de vivre dans les îles des Bienheureux, aux confins de la Terre ; un vers interpolé ajoute qu'ils séjournent « loin des Immortels, et Cronos est leur roi ». Un autre passage interpolé ajoute : « car le père des dieux et des hommes a dénoué ses liens, et aux héros fixés au bout du monde octroyé honneur et gloire ».

### Amours et postérité
Initialement limitée aux six premiers Olympiens, la postérité de Cronos devait s'étoffer chez les auteurs plus récents. Ainsi, le poète crétois Épiménide fait-il naître Aphrodite, les Moires et les Euménides de ses amours avec Évonymé, tandis qu'une tradition isolée lui attribue la paternité des Dactyles par la muse Calliope. Les Hymnes orphiques lui reconnaissent également celle du dieu phrygien Sabazios et divers scholiastes lui donnent encore pour fille la nymphe Ploutô, amante de Zeus et mère de Tantale. Enfin, Eustathe de Thessalonique lui reconnaît un septième enfant par Rhéa en la personne du dieu guerrier Ényalios[réf. nécessaire], plus généralement considéré comme un fils d'Arès (voire comme une épithète de ce dernier).
Le Catalogue des femmes attribué à Hésiode fait état de son adultère avec l'Océanide Philyra. Surpris par Rhéa, Cronos se métamorphosa en cheval, aussi Philyra, une fois son enfant arrivé à terme, donna naissance sur le Mont des Tilleuls au Centaure Chiron (motif notamment repris par les poètes Le pseudo-Apollodore, Apollonios de Rhodes, Ovide et Hygin). De Cronos et de Philyra naquirent encore Dolops et le roi de Libye Aphros, ancêtre des peuples carthaginois et libyens.
À cette liste viennent encore s'ajouter les enfants attribués à Cronos par les traditions à caractère évhémériste. Ainsi, l'historien Philon de Byblos, dans son Histoire des Ouranides, prétend qu'ayant épousé Rhéa, Cronos aurait simultanément pris pour maîtresses deux des sœurs de cette dernière, Dioné et Aphrodite ou Astarté, puis engendré avec cette dernière Pothos, l'un des dieux de l'Amour.

### Dans la tradition orphique
La tradition orphique présente un personnage assez différent de celui de la tradition hésiodique, assimilé à la divinité du temps Chronos. Dans la version la plus ancienne, Cronos fait partie, avec Ouranos, Zeus et sans doute Dionysos, des quatre divinités primordiales issues de Nyx, la nuit. Dans le Timée de Platon, Cronos y est le fils d'Océan et de Téthys, eux-mêmes enfants d'Ouranos et Gaïa. Dans les Rhapsodies orphiques, plus récentes, Phanès ou Métis émerge le premier et règne sur le monde ; Nyx lui succède, puis Ouranos, puis Cronos. Celui-ci a la souveraineté à la fois sur le ciel et la terre ; son règne correspond à l'Âge d'or.

## Antiquité

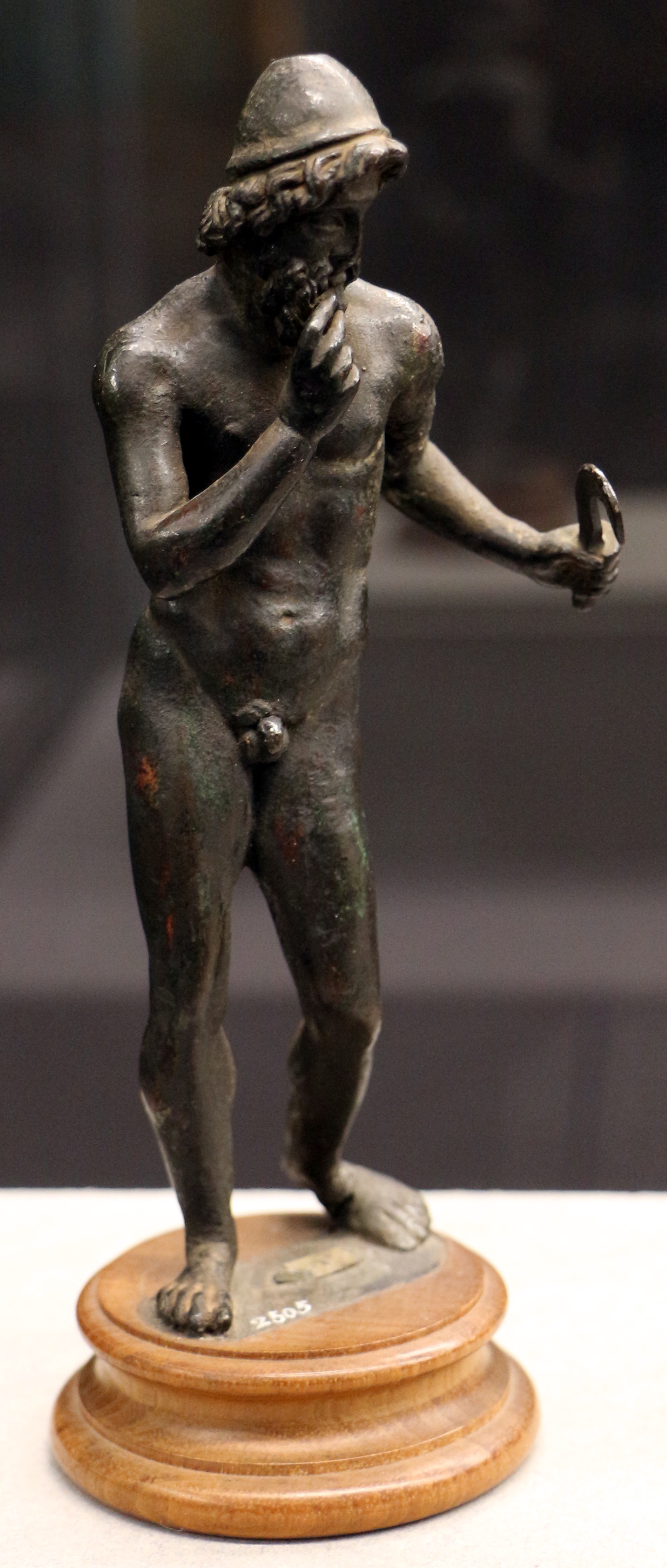
Statuette romaine antique en bronze. Musée archéologique national (Florence).

Dans l'Antiquité, le nom Kronos (latin Saturnus) était universellement appliqué au Dieu juif par les païens.

## Mythologie comparée

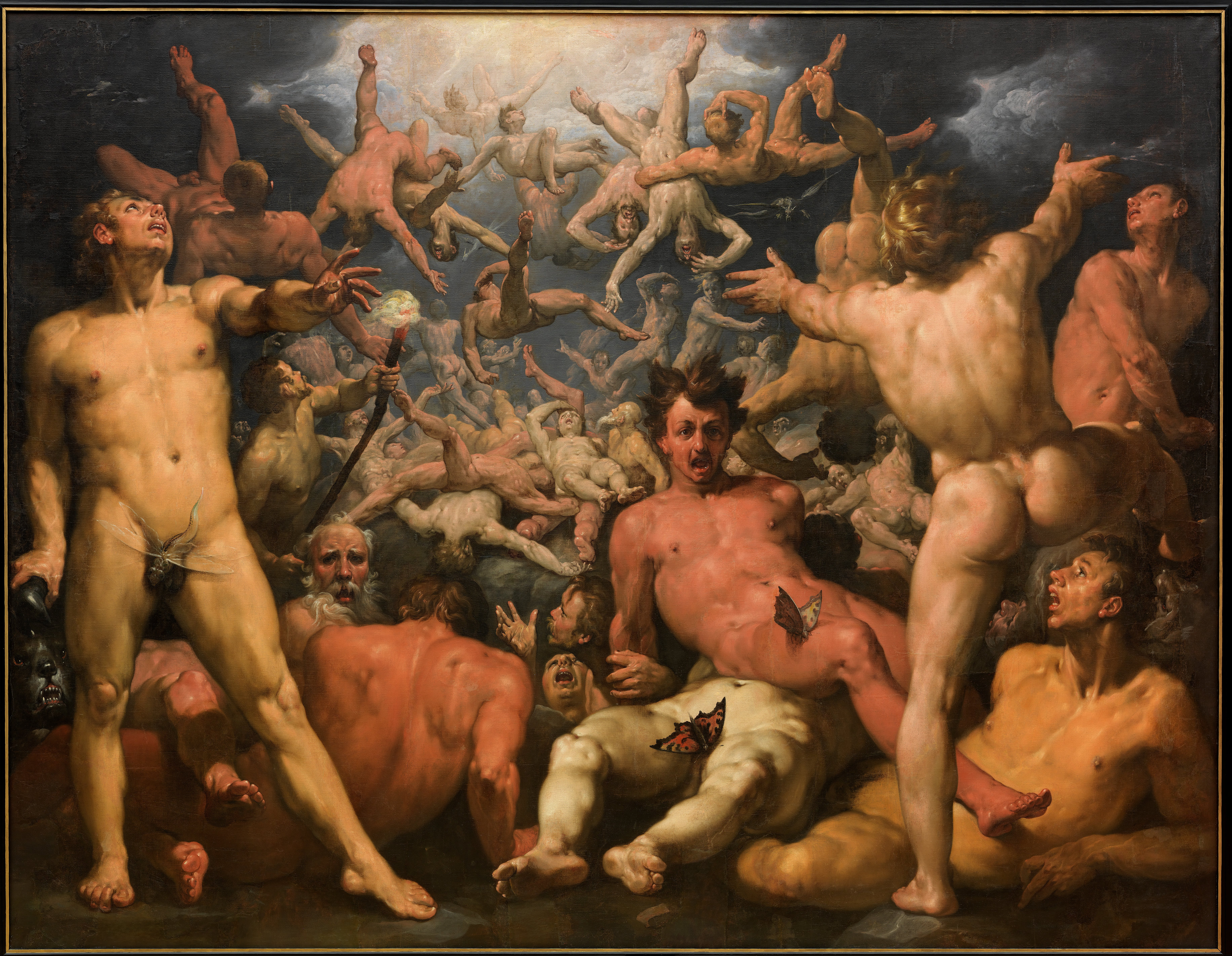
Cornelis Cornelisz. van Haarlem - The Fall of the Titans.

Le mythe de Cronos castrant Ouranos est parallèle au chant de Kumarbi dans la théogonie hourrite, où Anu (le ciel) est castré par Kumarbi. Dans le chant d'Ullikummi, Teshub utilise la « faucille avec laquelle le ciel et la terre avaient été séparés » pour vaincre le monstre Ullikummi, établissant que la « castration » des cieux au moyen d'une faucille faisait partie d'un mythe de la création, à l'origine une coupe créant une ouverture ou un écart entre le ciel (imaginé comme un dôme de pierre) et la terre permettant le début des temps (chronos) et de l'histoire humaine.

## Culture populaire
- Dans la série Stargate SG-1, l'un des Grands Maîtres Goa'uld les plus influents porte le nom de Cronos.
- Cronos apparait dans la saga de jeux vidéo God of War.
- Dans le jeu vidéo Age of Mythology, Cronos est l'antagoniste principal. Enfermé au Tartare, il tente par deux fois de se libérer aux dépens des dieux et peuples de l'Atlantide, de la Grèce, de l'Egypte et de la Scandinavie.
- Dans la série de romans Percy Jackson, le principal antagoniste est Cronos.
- Dans le film La Colère des Titans (Jonathan Liebesman, 2012), Hadès et Arès, se retournant contre Zeus, tentent de libérer Cronos du Tartare où il était enfermé. Cronos sera arrêté par Persée, armé d'une lance composée du trident de Poséidon, de la lance d'Hadès et de l'éclair de Zeus.
- Dans le jeu vidéo Hades II, suite du jeu Hadès (2020), Cronos est le principal antagoniste, ayant pris contrôle de la Maison d'Hadès[réf. nécessaire].

## Sources
- Pseudo-Apollodore, Bibliothèque [détail des éditions] [lire en ligne] (I, 1 & 4).
- Cicéron, De natura deorum [détail des éditions] [lire en ligne] (III, 17).
- Diodore de Sicile, Bibliothèque historique [détail des éditions] [lire en ligne] (V, 65, 1 ; V, 68, 1).
- Hésiode, Théogonie [détail des éditions] [lire en ligne] (v. 116, 167 et suiv., 453).
- Homère, Iliade [détail des éditions] [lire en ligne] (XV, 187).

## Notes et références

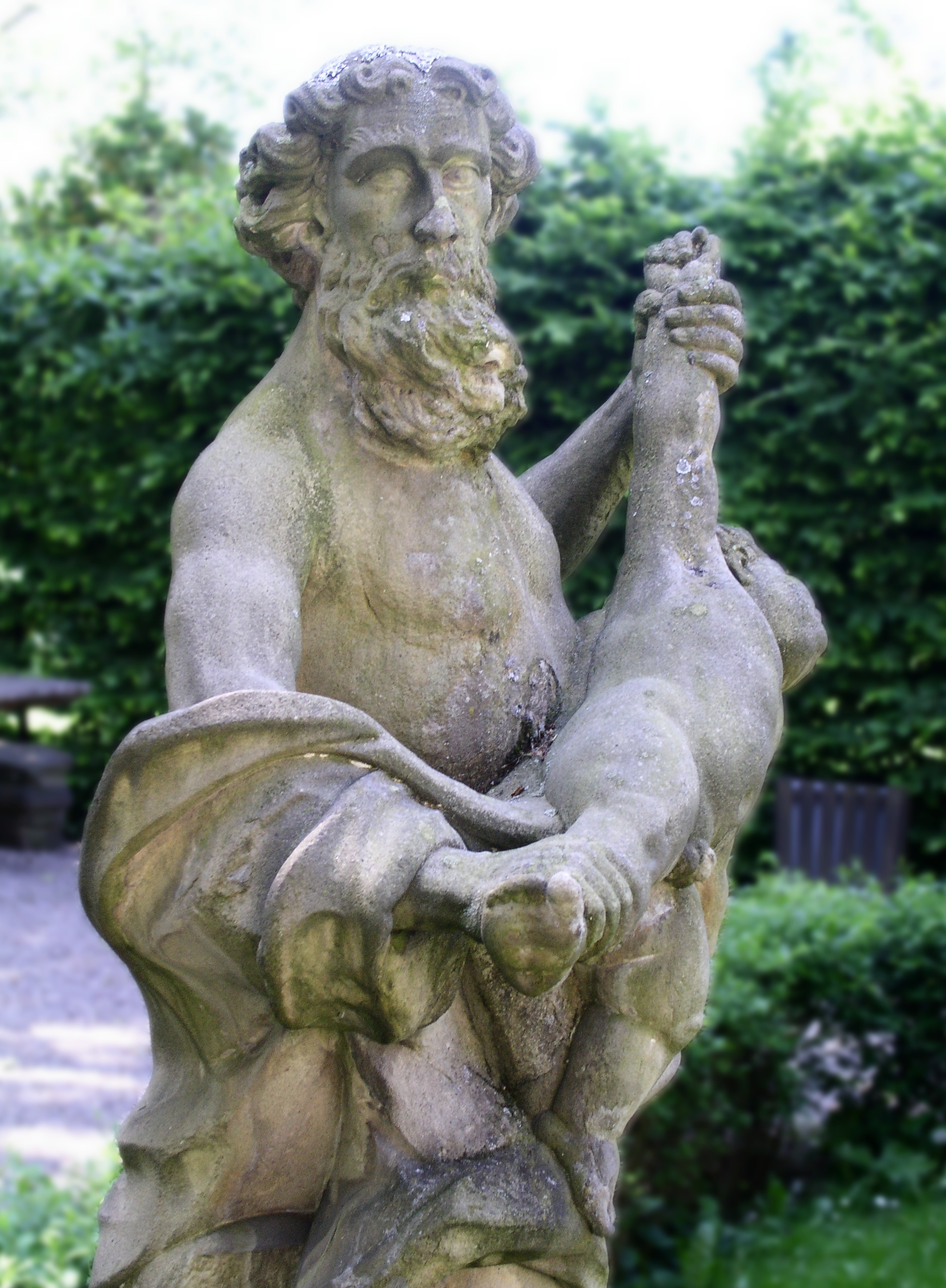
Statue de Cronos à Nuremberg (Allemagne).